# Bronvaux
Bronvaux é uma comuna francesa na região administrativa de Grande Leste, no departamento de Mosela. Estende-se por uma área de 1,57 km². Em 2010 a comuna tinha 539 habitantes (densidade: 343,3 hab./km²).